# モサプリド

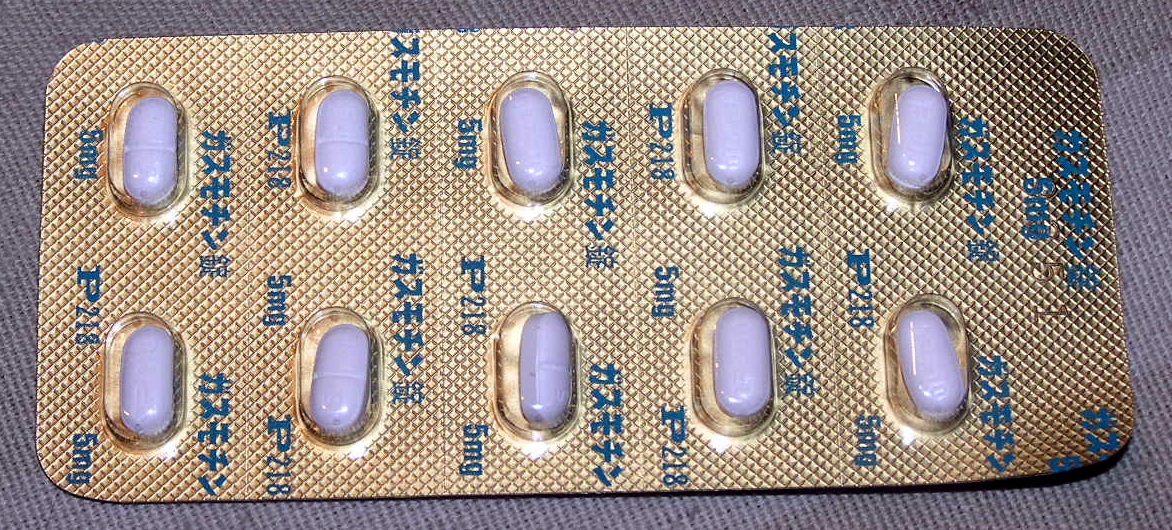
ガスモチン

モサプリド (Mosapride) は、胃腸薬のひとつで、胃腸管神経に働いて胃腸の運動を活発にし、吐き気、嘔吐、食欲不振、膨満感、胸やけなどの症状を改善する。商品名ガスモチンで大日本製薬より1998年に発売され、現在では後発医薬品も複数発売されている。消化管機能改善薬のひとつ。ごく一般的に処方される胃腸薬。

## 作用機序
胃や十二指腸に存在するセロトニン5-HT4受容体を刺激して、アセチルコリンの遊離を増大させ、アセチルコリンの作用により消化管運動促進作用および胃排出促進作用を示す。 

## 開発
下に、ガスモチンのインタビューフォームから引用する。
1986年にドパミンD2受容体遮断作用がなく、消化管運動促進作用を示す化合物としてモサプリドクエン酸塩水和物を見出すに至った。1988年より臨床試験を開始し、「慢性胃炎に伴う消化器症状（胸やけ、悪心・嘔吐）」に対する有効性、安全性が確認され、1998年6月に製造販売承認を取得、1998年10月より販売を開始した。
ガスモチンという商品名は、Gastric Motility（胃の運動）が、由来である。

## 適用
- 慢性胃炎に伴う消化器症状（胸やけ、悪心、嘔吐）
- 経口腸管洗浄剤によるバリウム注腸Ｘ線造影検査前処置の補助

### 種類
- 錠剤：2.5mg、5mg
- 散剤：1%

## 有効性
機能性胃腸症を対象とするため、症状があるが内視鏡検査にて病変のない618人をモサプリドか胃粘膜保護薬テプレノンに割り当てたランダム化比較試験で、モサプリドでは91%が症状が良くなったと効果を認め、これに対しテプレノンでは52%であった。

## 一般的注意・副作用
副作用は少ないが、人によっては、腹痛や下痢があらわれることがある。きわめてまれだが、重い副作用として肝機能障害の報告がある。高齢者へは慎重に投与。妊婦へは、投与しない。
- ALP上昇
- γ-GTP上昇
- 下痢
- 倦怠感
- 口渇
- 好酸球増多
- GOT上昇
- GPT上昇
- 心悸亢進
- 中性脂肪値上昇
- 軟便
- 腹痛
- ふらつき
- 発疹
- めまい